# Nationale Jongerenraad voor Milieu en Ontwikkeling
De Nationale Jongerenraad voor Milieu en Ontwikkeling (NJMO) was een koepelorganisatie die op 1 juni 1993 werd opgericht door jongerenorganisaties die milieu en duurzame ontwikkeling belangrijk vonden. Dit initiatief werd (financieel) ondersteund door Kabinet Lubbers III, die op dat moment uitvoering moest geven aan Agenda 21 van de Rio Conferentie. Hierin stond onder andere dat regeringen moesten zorgen dat jongeren betrokken waren bij duurzame ontwikkeling. De NJMO is inmiddels opgegaan in de Nationale Jeugdraad.
De NJMO voerde in 1997 campagne om Nederland enthousiast te maken voor het luchtschip als symbool van duurzame technologie.
Aangesloten organisaties waren:
- ANJV
- CDJA
- CNV Jongeren
- DWARS
- IJU
- IVN-WVK
- Jonge Democraten
- JNM
- Jong Nederland
- Jongeren Op Weg
- Jonge Socialisten
- LAKS
- LSVb
- NJN
- Scouting Nederland
- SIB
- SP jongeren
- YMCA
- WWF-jongeren
- Nivon
- LHUMP